# Pheidologeton varius
Pheidologeton varius é uma espécie de formiga do gênero Pheidologeton, pertencente à subfamília Myrmicinae.